# The Killer Is Loose
The Killer Is Loose is een Amerikaanse film noir uit 1956 onder regie van Budd Boetticher. In Nederland werd de film destijds uitgebracht onder de titel De doder is in de stad.

## Verhaal
De vrouw van de crimineel Leon Poole wordt doodgeschoten bij zijn arrestatie. Als hij vijf jaar later uit de gevangenis kan ontsnappen, wil hij zich wreken op Sam Wagner, de politieagent die verantwoordelijk is voor haar dood.

## Rolverdeling
| Acteur             | Personage       |
| ------------------ | --------------- |
| Joseph Cotten      | Sam Wagner      |
| Rhonda Fleming     | Lila Wagner     |
| Wendell Corey      | Leon Poole      |
| Alan Hale jr.      | Denny           |
| Michael Pate       | Chris Gillespie |
| John Larch         | Otto Flanders   |
| Dee J. Thompson    | Grace Flanders  |
| John Beradino      | Mac             |
| Virginia Christine | Marry Gillespie |
| Paul Bryar         | Greg Boyd       |